# Hattarkihal, Basavana Bagevadi
Hattarkihal là một làng thuộc tehsil Basavana Bagevadi, huyện Bijapur, bang Karnataka, Ấn Độ.